# Американская жестокость
«Американская жестокость» (англ. American Violence) — криминальная драма, снятая Тимоти Вудвордом мл. Фильм был выпущен в США 3 февраля 2017 года.

## Сюжет
Всемирно известному психологу — доктору Аманде Тайлер, пытающейся понять первопричины человеческой жестокости, выпадает шанс пообщаться с заключённым-смертником Джексоном Шейем. Судьба Джексона висит на волоске, ведь от решения Аманды зависит, будет ли смертный приговор приведён в исполнение.

## В ролях
- Брюс Дерн в роли Ричарда Мортона
- Дениз Ричардс в роли Аманды Тайлер
- Кайви Лиман-Мерсеро в роли Джексона Ши
- Коламбус Шорт в роли Бен Вудс
- Роб Гронковски в роли Брэда
- Майкл Паре в роли Мартина Бигга
- Джонни Месснер в роли Пола
- Ник Чинлунд в роли Бельмонте
- Патрик Килпатрик в роли Чарли Роуза
- Мишель Сантопьетро как Синтия Ши
- Эмма Ригби в роли Оливии Роуз
- Майкл Джон Лонг как Риггс
- Уиллоу Хейл как Беатрис

## Премьера
Премьера в США прошла 3 февраля 2017 года.